# 土門拳
土門 拳（どもん けん、1909年〈明治42年〉10月25日 - 1990年〈平成2年〉9月15日）は昭和時代に活躍した日本の写真家。
リアリズムに立脚する報道写真、日本の著名人や庶民などのポートレートやスナップ写真、寺院、仏像などの伝統文化財を撮影し、第二次世界大戦後の日本を代表する写真家の一人とされる。また、日本の写真界屈指の名文家としても知られた。

## 年譜
- 1909年10月25日 - 山形県飽海郡酒田町鷹町（現・酒田市相生町）に父熊造、母とみえの長男として誕生。
- 1916年 - 一家で東京へ移住。
- 1917年 - 麻布区飯倉小学校に入学。
- 1918年 - 一家で横浜市磯子区へ移転、磯子小学校へ編入。
- 1921年 - 一家で同市の神奈川区へ移転、二ッ谷小学校へ編入。絵画を描きはじめる。
- 1926年 - 土門が描いた十五号の薔薇の油彩が横浜美術展覧会で入選。審査員は安井曾太郎。
- 1927年 - 考古学に興味を持ち、学校の周囲で土器や石器掘りに熱中する。
- 1928年 - 旧制神奈川県立第二中学校（現・神奈川県立横浜翠嵐高等学校）卒業。日本大学専門部法科に進学するが中退[3]。逓信省の倉庫用務員になる。
- 1929年 - 三味線に熱中し、常盤津の師匠に弟子入りする。
- 1932年 - 農民運動に参加し、検挙される。
- 1933年 - 遠縁にあたる宮内幸太郎の写真場に内弟子として住み込み、写真の基礎を学ぶ。

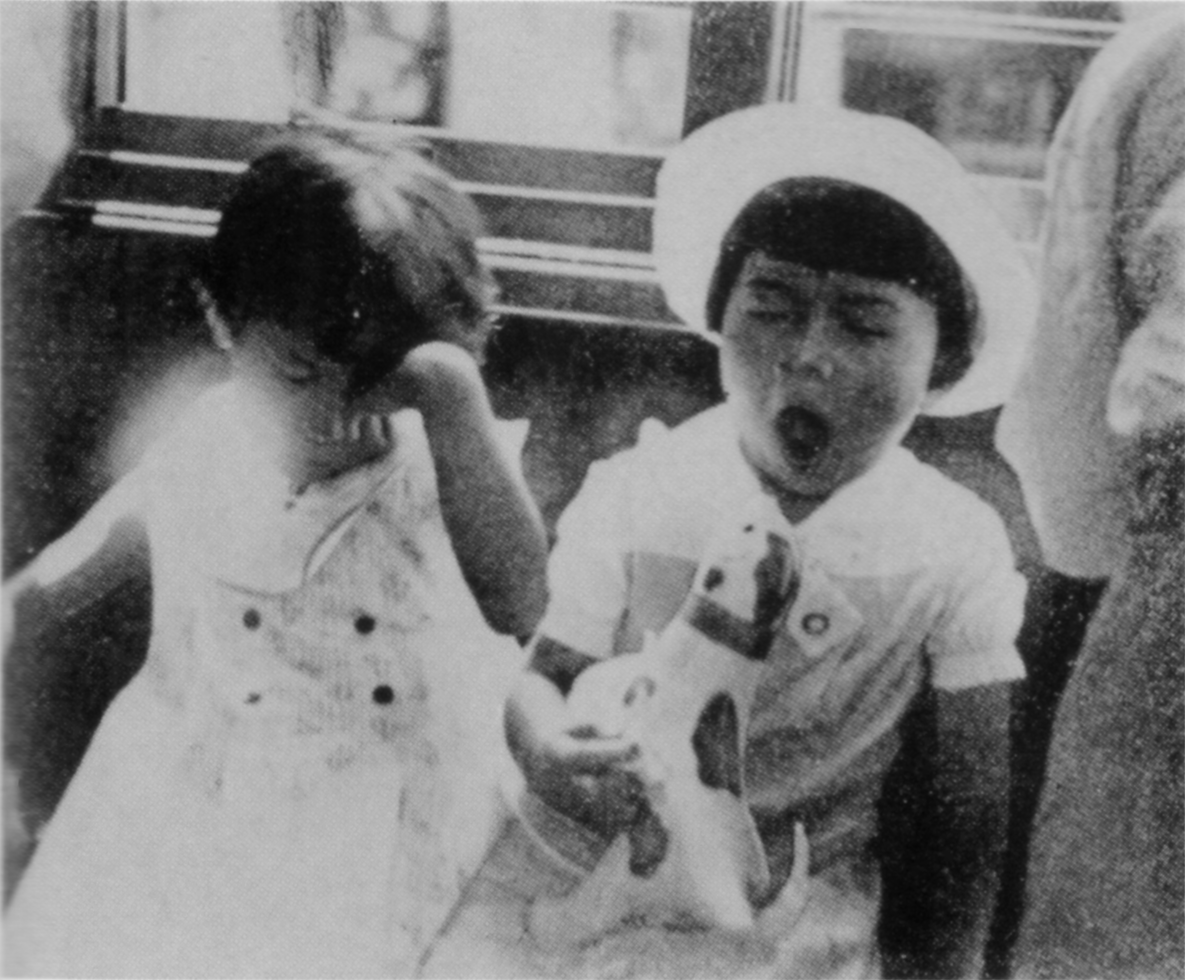
「アー アー」(1935年、土門拳撮影)

- 1935年 - 8月1日に電車内であくびをする幼い兄弟をダゴール付きアンゴー8×10.5cm（手札）判でスナップ撮影した「アーアー」が『アサヒカメラ』10月号で月例第一部（初心者）二等に初入選した[1]。またその号に出ていた名取洋之助主宰の第2次日本工房の求人広告に応募、名取のもとで報道写真を撮り始めた[1][4]。
- 1936年 - 日本工房発行の欧文雑誌『NIPPON』の記事作成のため、伊豆を取材。この時撮影した「伊豆の週末」や、「かんじっこ」などは、初期の土門の傑作に数えられる。
- 1937年 - 早稲田大学の卒業アルバムの写真撮影を担当。これは実質的に土門の初めての作品集となる。なお同書は2009年に復刻された。
- 1938年 - 土門が撮影した、当時の外務大臣・宇垣一成のルポルタージュ、「日曜日の宇垣さん」が、「婦人画報」の9月号と、アメリカのグラフ誌「ライフ」9月5日号に掲載される。濱谷浩、藤本四八、光墨弘、田村茂、林忠彦、加藤恭平、杉山吉良らと「青年報道写真研究会」を結成。
- 1939年 - 著作権の取り扱いをめぐって名取と対立し、日本工房を退社（→「名取洋之助との対立」の節を参照）。外務省の外郭団体・国際文化振興会の嘱託となる[2]。中村たみと結婚[2]。美術史家・水澤澄夫の案内で初めて室生寺を訪れ、撮影した[2]。
- 1941年 - 文楽の撮影を開始する。対米宣戦布告の号外を見たのは、大阪四ツ橋の文楽座の楽屋でのことだった[5]。徴兵検査を受けるが不合格となり帰郷。
- 1943年 - 第1回アルス写真文化賞受賞[6]。荻原守衛の彫刻作品を撮影する。

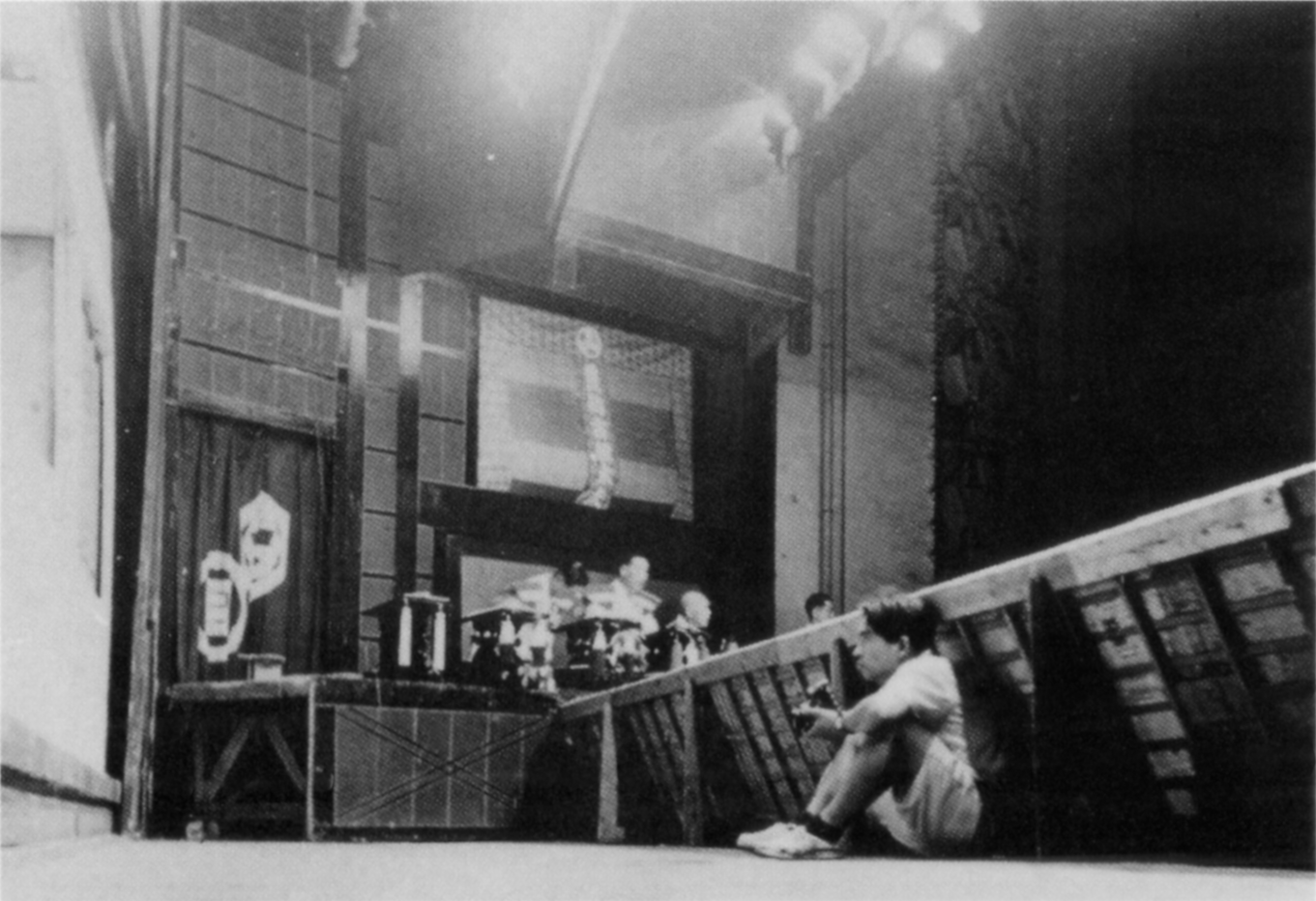
新橋演舞場で文楽の撮影をする土門 (1943年、撮影者不明)

- 1946年 - 戦後はじめてとなる古寺の撮影を開始する。

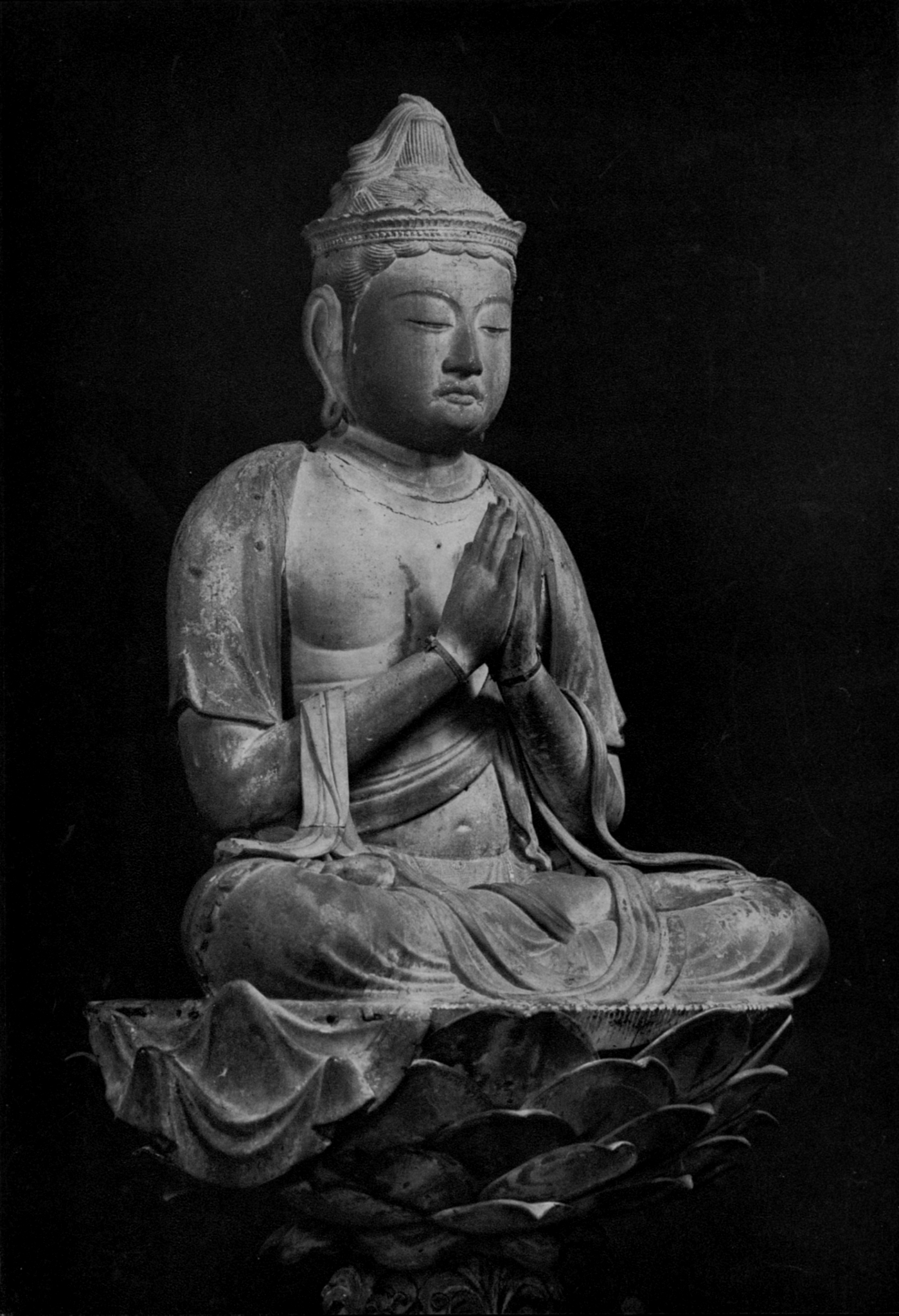
木造普賢菩薩騎象像（国宝、大倉集古館所蔵、土門拳撮影）

- 1949年 - 写真雑誌「カメラ」の企画で桑原甲子雄編集長とともに大阪、中国地方の旅に出る。大阪でははじめて安井仲治のオリジナルプリントの作品にふれる。鳥取では植田正治らと撮影会をおこなう。
- 1950年 - 木村伊兵衛とともに「カメラ」誌の月例写真審査員になり、リアリズム写真を提唱。また木村とともに三木淳の結成した「集団フォト」の顧問になる。

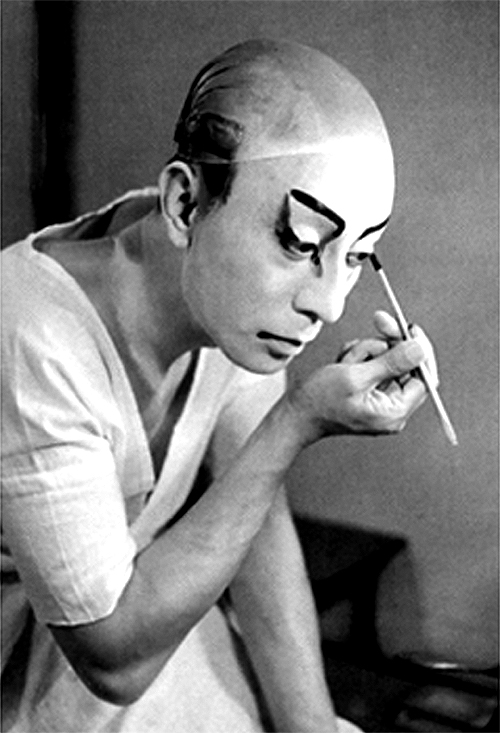
十一代目 市川團十郎「海老さま」（1951年、土門拳撮影）

- 1953年 - 江東区の子どもたちを撮りはじめる。写真集『風貌』（アルス社）刊行。このころからカラーフィルムを使いはじめる。
- 1954年 - 写真集『室生寺』（美術出版社）刊行。
- 1957年 - 広島を取材。
- 1958年 - 写真集『ヒロシマ』（研光社）刊行[8]。同社のカメラ誌「フォトアート」月例審査員を1963年まで断続的に務める。
- 1959年 - 筑豊炭鉱労働者を取材する。
- 1960年 - 写真集『筑豊のこどもたち』（パトリア書店）を100円で刊行。続編『るみえちゃんはお父さんが死んだ』（研光社）を完成直後、脳出血を発症。回復後、ライフワークとなる大型カメラによる『古寺巡礼』の撮影を開始。古美術商の近藤金吾の知己を得、骨董に興味を持つ。
- 1961年 - 「芸術新潮」に『私の美学』を連載。
- 1962年 - 装幀家の菅野梅三郎との交流がきっかけとなり古陶磁の撮影を始める。
- 1963年 - 写真集『古寺巡礼』第一集（美術出版社）を刊行。7月に創刊された平凡社の雑誌「太陽」の連載記事「日本のあけぼの」の写真を手がける。後年『日本人の原像』として単行本化。
- 1964年 - 京都の東寺（教王護国寺）を撮影する。
- 1965年 - 写真集『信楽大壺』（東京中日新聞社）、『古寺巡礼』第二集（美術出版社）、『大師のみてら 東寺』（東寺保存会 非売品）刊行。
- 1966年 - 草柳大蔵とのコンビで、平凡社「太陽」に『日本名匠伝』を連載。土門が撮影を担当した勅使河原蒼風の作品集「私の花」（講談社）刊行。考古学研究書『日本人の原像』（平凡社）刊行。芹沢長介と坪井清足がテキストを執筆、福沢一郎が挿画、土門が写真を担当した。同年、日本リアリズム写真集団の顧問に就任。
- 1967年 - 1月秋田県木地山のこけし職人小椋久太郎を撮影する。『太陽』の依頼で2月と6月の二回にわたり屋久島を訪れ、藪椿や石楠花を撮影。同じく3月に東大寺二月堂のお水取りを撮影。11月には羽田闘争を撮影（最後の報道写真）する。
- 1968年 - 前年に取材した東大寺のお水取りの模様が平凡社「太陽」1月号に特集記事として掲載される。10年ぶりに再び広島を取材。6月、東京・ニコンサロンで、作品展「憎悪と失意の日日、ヒロシマは続いている」を開催[8][9][10]。写真集『古寺巡礼』第三集（美術出版社）刊行。6月、雑誌「太陽」の取材で滞在していた山口県萩市で二度目の脳出血を発症し、九州大学付属病院に緊急入院。右半身不随となるが、左手で水彩画を描いたりしてリハビリテーションに励む。撮影は助手として同行していた弟の牧直視が引き継ぎ、同誌の9月号に特集記事として掲載される。なお、写真のクレジットは牧直視名義となっており、土門の作品が使用されているかは不明。
- 1969年 - 6月、長野県鹿教湯温泉にある東京大学療養所に転院。リハビリテーションを続ける。
- 1970年 - 車椅子にて撮影を再開。風景写真を数多く撮る。
- 1971年 - 写真集『古寺巡礼』第四集（美術出版社）、『薬師寺』（毎日新聞社）、『荻原守衛』（筑摩書房）刊行。『古寺巡礼』の業績に対し第19回菊池寛賞受賞。
- 1972年 - 写真集『文楽』（駸々堂）刊行。本文は武智鉄二が担当した。同年、紫綬褒章を受章した[6]。
- 1973年 - 写真集『東大寺』（平凡社）刊行。平凡社「太陽」に『骨董夜話』を連載。
- 1974年 - 写真集『古窯遍歴』（矢来書院）、『日本名匠伝』（駸々堂）を刊行。初めての随筆集『死ぬことと生きること』正・続（築地書館）刊行。酒田市の名誉市民第一号となる[6]。
- 1975年 - 写真集『古寺巡礼』第五集（美術出版社）、『私の美学』（駸々堂）、随筆集『骨董夜話』（共著、平凡社）刊行。
- 1976年 - 初めての風景写真集『風景』（矢来書院）刊行。写真集『子どもたち』（ニッコールクラブ 非売品）、写真論集『写真作法』（ダヴィッド社）刊行。5月より箱根 彫刻の森美術館の野外彫刻の撮影を始める。
- 1977年 - 日本経済新聞の「私の履歴書」を25回分連載。随筆集『三人三様』（共著、講談社）刊行。写真集『土門拳自選作品集』全三巻（世界文化社）を翌78年にかけ刊行。
- 1978年 - 3月、初めて雪景の室生寺を撮影。またこの時初めてストロボを使用する。写真集『女人高野室生寺』（美術出版社）、『日本の美』（伊藤ハム栄養食品 非売品）、『生きているヒロシマ』（築地書館）刊行。カメラ誌の月例審査をまとめた『写真批評』（ダヴィッド社）刊行。
- 1979年 - 写真集『現代彫刻』（サンケイ新聞社）、随筆集『写真随筆』（ダヴィッド社）刊行。7月に生前最期の撮影地となった福井県丹生郡にて越前甕墓や越前海岸などを撮影。これらの写真は「カメラ毎日」1979年11月号などに掲載された。9月11日に脳血栓を発症、昏睡状態となる[11]。
- 1980年 -  勲四等旭日小綬章を受章した[6]。
- 1990年 - 9月15日、心不全のため、虎の門病院で死去[2][11]。80歳[11]。墓所は八柱霊園。

## 作風

### リアリズム写真
土門は、1950年代の前半頃から「社会的リアリズム」を標榜（後年本人が告白したところでは、実質的には社会主義リアリズムであったという）、「絶対非演出の絶対スナップ」を主張し、日本の写真界に一時期を画した。当時、リアリズム系の写真家としては、木村伊兵衛と双璧をなした。木村は「写真はメカニズムである」と捉えたのに対し、土門は「カメラは道具にすぎず、写真を撮るのは人間であり、思想である」と捉えていた。土門は様々なジャンルの写真作品を撮影しているが、いずれにおいても、完全な没個性（無記名）という報道写真ではなく、自分の個性を重視した。

### 月例土門

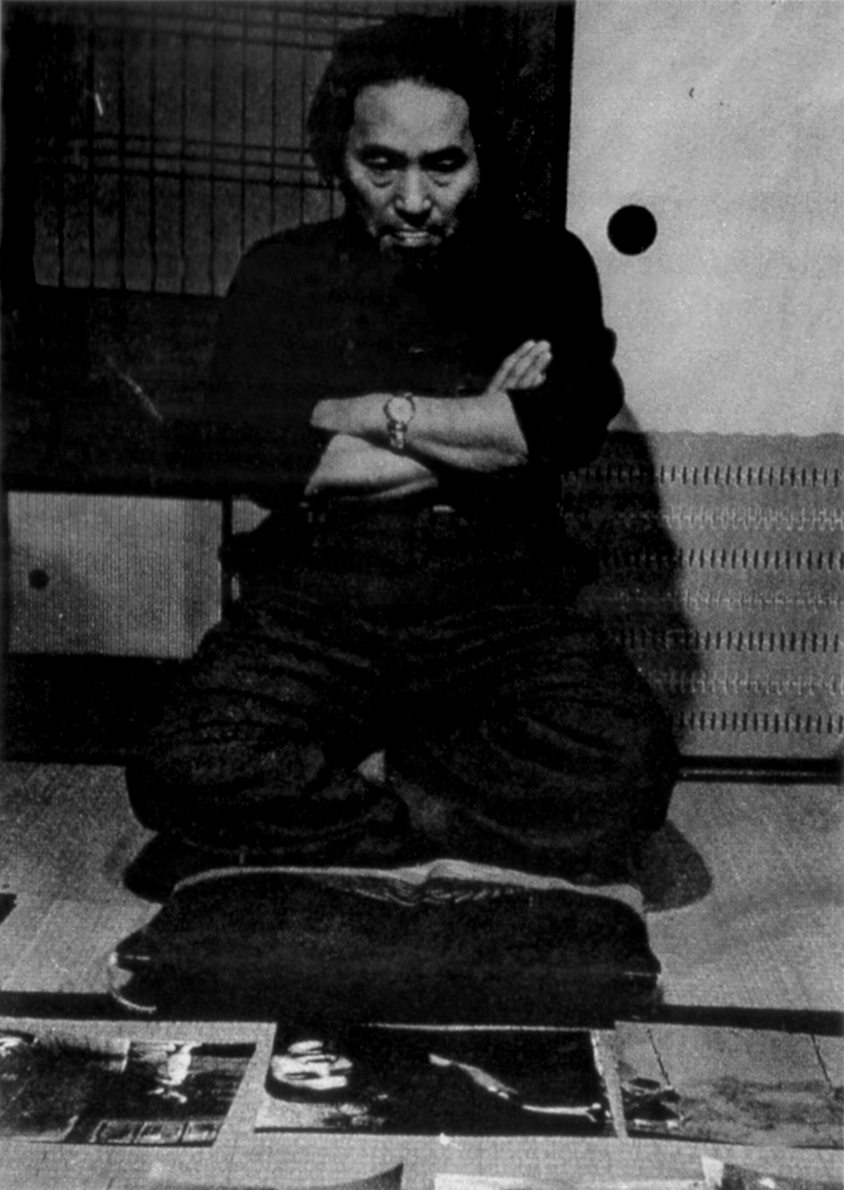
カメラ雑誌『フォトアート』の月例審査のために写真を選んでいる土門拳。1956年撮影。

土門はまた、アルス社の「カメラ」誌の月例写真コンテスト審査員として、写真一枚一枚について詳細な批評を加え、懇切丁寧にアマチュア写真家を指導した。（月例土門と称された。）そのことを通じて自らの社会的リアリズムを一つの運動として盛り上げようと試みた。その結果、土門は一時、絶大な支持と人気を集めることには成功したが、運動の成果は土門の満足の行くものではなかった。投稿者にはのちに著名となる東松照明、川田喜久治、福島菊次郎らがいた。

### 日本文化への傾斜
彼は日本工房在籍時から日本人が造った物に深い愛情と憧憬を抱き続け、フリーになってからは仏像や寺院、古陶磁などの伝統工芸品や風景など、一貫して日本の美を撮り続けた。周囲には、彼がとりあげる被写体の変化を趣味または退行と見なす者もいたが、土門は「古いものから新しいものを掬い上げる」報道として捉えていた。

### 「乞食写真」
土門の「社会的リアリズム」に対しては当時、さまざまな誤解や非難もなされた。一つにはリアリズムを単なるスナップ写真と解釈する者がいた。また、「パンパン」や浮浪児、傷病兵など、当時の社会の底辺にカメラを向ける土門やその影響下にあるアマチュア写真家の一群の写真を評して「乞食写真」という批判をなす者もいた。

### 女性ポートレート
ライバルとされた木村伊兵衛は浅い被写界深度でソフトなタッチで女性を撮影し好評を博したのに対し、土門は女性のポートレートにおいても「リアリズム」を発揮し、深い被写界深度でシワやシミなども遠慮会釈なく映し出したので、被写体となった女性たちから不評を買うことも少なくなかったが、その一方でどうしても土門に写真を撮ってもらいたいという女性もいた。

### 土門が選んだ世界の写真家ベスト10
1948年に土門は『カメラ』12月号のアンケートに答えて、世界の有名写真家ベスト10を挙げている（現在、当該記事は『写真随筆』（ダヴィッド社）に所収）。
- 第1位 - エドワード・スタイケン
- 第2位 - ムンカーチ・マールトン
- 第3位 - マン・レイ
- 第4位 - ブラッシャイ
- 第5位 - アーウィン・ブルーメンフェルド
- 第6位 - セシル・ビートン
- 第7位 - ハーバート・リスト
- 第8位 - エドワード・ウェストン
- 第9位 - ジョージ・ホイニンゲン＝ヒューン
- 第10位 - マーガレット・バーク＝ホワイト

### 追求と寛容

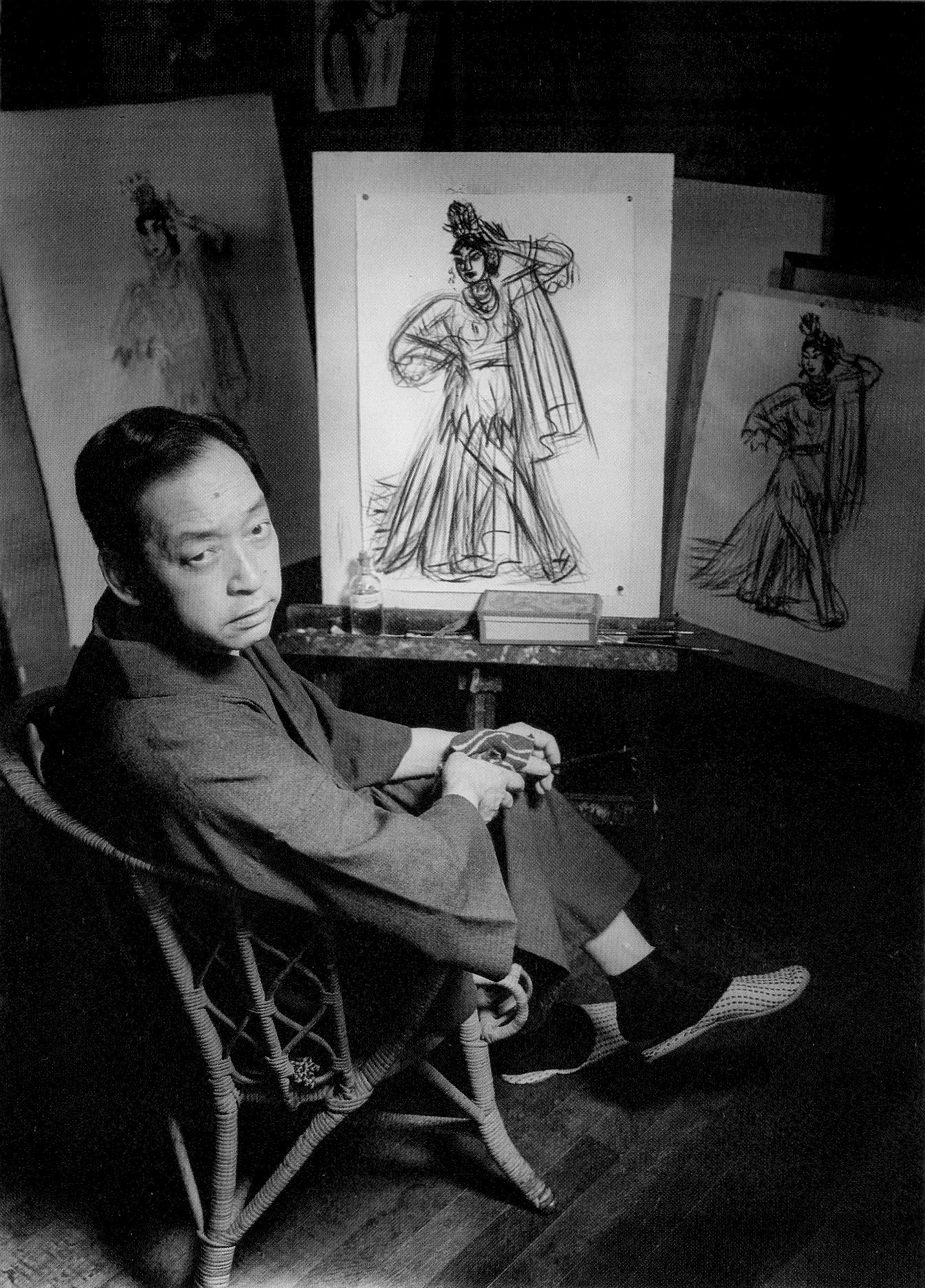
梅原龍三郎 (1940年、土門拳撮影)

- 土門は完全主義者としても知られており、生来の不器用さを逆手に取り、膨大な出費や労力をいとわず、何度も撮影を重ねることによって生まれる予想外の成果を尊んだ。撮影時の土門の執拗な追求を伝えるエピソードは数多く、1941年に画家の梅原龍三郎を撮影した際は、土門の粘りに梅原が怒って籐椅子を床に叩きつけたが、土門はそれにも動じずその怒った顔を撮ろうとレンズを向け、梅原が根負けした一件や、1967年に東大寺二月堂のお水取りを取材した際にも、自然光にこだわり、真夜中の撮影にもかかわらず一切人工照明を使わず、度重なる失敗にもめげずに撮影を成功させた逸話などがある。撮影中は飲まず食わずで弟子にも厳しく、「鬼の土門」と称されるほどの鬼気迫る仕事ぶりであったが、人を惹き付ける魅力があり、多くの後進を育てた。
- 弟子には、芹沢長介、八木下弘、三木淳、北沢勉、牧直視、牛尾喜道、藤森武、西川孟、毛利秀之らがいる。

### 写真集へのこだわり
土門は、作品発表の場として展覧会よりも写真集を重視し、『古寺巡礼』全五集（美術出版社、1963年-1975年）などでは撮影から製本の一部始終にまでこだわった結果、定価も第一集が23,000円と、大卒者の初任給が40,000円程度であった当時、大変高価なものになった。一方、筑豊炭鉱のルポルタージュとなった『筑豊のこどもたち』（1960年）は、誰でも安価に買えるようにと初版はザラ紙を使い出版された。

### 使用機材
- ダゴール付きアンゴー8×10.5cm（手札）判
- ジナーS4x5in判
- ニコンSP+ニッコール85mmF1.5、35mmF2.8、28mmF3.5
- ミランダT
- ライカM3+ズミクロン50mmF2、沈胴式エルマー90mmF4[15]
- ニコンF2フォトミック+マイクロニッコール105mmF4[16]

## 名取洋之助との対立

### 写真は芸術か?
2人が対立したのは、著作権の帰属が原因であった。名取洋之助は、ドイツのウルシュタイン社で報道写真家として活躍していた背景から、写真は芸術でも個人の作品でもなく、編集者ひいては雇用者である企業が著作権を持つ物であると考えていた。これに対し写真は表現手段の1つであり、個人の芸術的な所産だと土門は考えていた。この対立には、西洋と東洋、絵画と写真、芸術性・個人性と社会性・集団性・企業性など様々な思想の対立が背景にある。

### ライフ投稿事件
土門が日本工房で働いていた4年間はプロの写真家としてはまだ駆け出しの頃にあたる。この時代、土門と名取の相性はすこぶる悪く、1936年に土門が伊豆を撮った一連の写真は別にしても、名取は土門の写真をまるで評価していなかった。傍目から見ても、名取は土門をいじめているように見えたという。
名取と土門の対立を決定的にした事件は1937年に起こった。当時アメリカ滞在中だった名取は、グラフ誌『ライフ』に土門の作品を名取名義で発表したのである (1937年8月の『ライフ』の特集の中で、名取の作品の中に土門の写真が組み込まれていたが、すべてが名取の名前で公表されていた)。ただ、これは名取に一方的な非があったわけではない。当時は海外配信システムが日本政府によって統制されており、土門の場合に限らず、写真の発表は名取の名前で配信することになっていためやむを得ない面があった。いずれにしても、撮影者の名前でではなく名取の名前で発表されることに土門は不満だった。
このことに土門は怒り、1年後の1938年、土門はタイムライフ社からの依頼により、当時の外相の宇垣一成を取材。同時に取材していた木村伊兵衛を出し抜き、「ライフ」誌に「KEN DOMON」の特注のスタンプを捺した自分の作品を投稿した。土門は、名取が中国に出張中で不在だった時期を狙って写真を送った。土門の写真は採用され、Japan's foreign minister, posed at home and ahorse, asks help against China〈LIFE Magazine - September 5, 1938 Fall Fashions〉の記事内で使用された。ライバルの木村はもとより、名取への大きな反撃となった。しかし、この当時、日本政府の統制下にあって、対内外宣伝写真の撮影は秘密厳守が求められており、土門のこの行動は政府による規制に違反していた。当然、名取は激怒した。程なくして土門は日本工房を退社、名取との関係に自ら終止符を打った。こうして2人の仲は決裂し、土門は師の名取の葬儀にも参列をしぶる程になってしまった。しかし、土門は写真家としての名取には敬意を払っていたようで、名取の写真集『麦積山石窟』（1957年出版）は、自著で評価を与えている。また名取も、滅多に人を褒めなかったが、土門が辞めたのち『NIPPON』8号に掲載した土門の作品『伊豆』を「傑作だよ。あれはそうそう撮れるもんじゃねぇ」と激賞していたという。

## 文筆家としての活動

### 土門の文章
土門は、新しい撮影にとりかかる前には、準備のために多くの文献を読むことを自らに課していたが、個人的にも、志賀直哉や武田麟太郎、トーマス・マンなどを愛読するなど、文学好きとしても知られていた。また、1950年代に、カメラ雑誌の審査員を務めていた際には、見どころのある応募作品の裏に、感想や激励の文章をしたためて返送したり、読者からの質問や身の上相談があると、長文の手紙を送るなど、筆まめとして知られていた。写真集の解説も自ら手がけることが多く、『古寺巡礼』全五集（美術出版社）などは、文章だけで一冊の本に相当するほどの解説を書いている。書かれたテーマは写真、美術、人生観や食べ物に関するものなど幅広い。土門の文章は『死ぬことと生きること』正・続（築地書館）、『写真作法』、『写真批評』、『写真随筆』（ダヴィッド社）、『拳眼』、『拳心』、『拳魂』（世界文化社）などでまとめて読むことができる。

### 土門の書

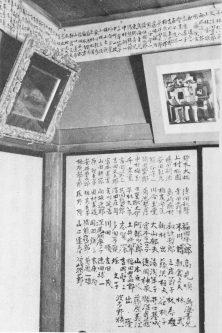
自宅の襖（1950年撮影）
左側の長押に架けてある絵画は鳥海青児の『うづら』

また、土門は若い頃から書写を日課としており、大雅堂や大燈国師を手本としていた。『風貌』の撮影の際には、撮影したい人物の名前を自宅の襖に毛筆で列記し、それが終わるたびに新しく襖を張り替えたことは有名である。出版会や展覧会などで筆をとることも多かったが、1968年に脳出血のために半身不随になってからは、左手で揮毫するようになった。自著の題字を書くことも多く、『信楽大壺』、『古窯遍歴』、『死ぬことと生きること』、『骨董夜話』、『私の美学』、『風景』（矢来書院）、『子どもたち』（ニッコールクラブ）、『生きているヒロシマ』、『写真作法』、『写真批評』、『写真随筆』の題字は土門の筆によるものである。

### 土門の絵画
土門は少年時代には画家を志しており、1926年には、地方の展覧会で入選するほどの画才を持っていた。写真家として大成したのちも、機会あるごとに絵筆をとり、1950年には親交のあった画家、原精一や鳥海青児とのグループ展に絵画を出品したこともある。出品作のひとつ「Y嬢」は、モディリアーニ風の優れた油彩として知られている。また1968年に2度目の脳出血で入院した折にはリハビリテーションのために左手で100点以上の水彩画を描いている。美術界での交流も幅広く、前述の二人のほか華道家の勅使河原蒼風と、グラフィックデザイナーの亀倉雄策とは、お互いに風貌が似ているところから、周囲から3兄弟と呼ばれるほどに篤い親交を結んでいた。互いの制作活動に参加することも多く、三人の共同制作による作品にはポスター『仏陀』（1961年）や、随筆集『三人三様』（1977年）などがある。

## その他
- 第二次世界大戦中は、名取洋之助を批判しつつも、それとは別の視点から国策に協力し、海外向け写真誌に掲載する写真の撮影を請け負っているが、海軍飛行予科練習生の撮影時には構図にこだわるあまり訓練を何度もやり直させたため予科練生らには不評だったという[22]。戦後は、この戦時中の活動や自己の考え方については触れることがなかった。これに対しては「ここで沈黙を続けたことで、その後弁明する機会を逸してしまったと理解される」という評価もなされている[23]。
- 仕事場は築地明石町にあり、本人によると「印画紙の水洗の水の量がすごいので水道代は町内のフロ屋の次だった」という[15]。
- 『古寺巡礼』の撮影を始めた時には半身不随となり、2度目の脳出血では車椅子生活を送りながらも、弟子に指示しながら精力的に撮影した。
- 1978年度「朝日賞」を受賞した（「古寺巡礼」をはじめとする写真家としての多年の業績）[24]。
- 小惑星「(5187) Domon」は土門に因んで命名された[25]。
- 1967年4月に行われた東京都知事選挙では、社会・共産推薦候補の美濃部亮吉を応援。選挙公報に記された支持者一覧に名を連ねた[26]。
- 1971年4月に行われた東京都知事選挙でも美濃部を応援。選挙公報に記された支持者一覧に名を連ねた[27]。
- 「土門拳賞」 - 1981年、毎日新聞社が制定した[2]。社会・人物・自然などを中心にした作品が対象。
- 土門拳記念館 - 1983年10月、開館[2]。故郷の山形県酒田市の飯森山公園にある。全作品を収蔵する。建築家谷口吉生が設計。
- 「酒田市土門拳文化賞」 - 1994年に酒田市が設立。アマチュア写真家の作品が対象。

## 代表的な作品
- 『風貌』アルス社、1953年
- 北川桃雄 文『室生寺』美術出版社、1954年9月15日。NDLJP:2468753。(要登録)
- 『ヒロシマ』研光社、1958年。NDLJP:2485446。
  - 『生きているヒロシマ』築地書館、1978年8月。ISBN 978-4806756019。NDLJP:12113499。

- 上記『ヒロシマ』と、その後の広島を撮影した「憎悪と失意の日日」を、土門自身が新しく構成し直して完本とした。
- 『筑豊のこどもたち』パトリア書店、1960年／築地書館、1977年
- 『るみえちゃんはお父さんが死んだ』研光社、1960年
- 『古寺巡礼』全五集、美術出版社、1963年～75年。国際版も出版
- 小川冨士夫『信楽大壷』東京中日新聞出版局、1965年3月1日。NDLJP:8799385。(要登録)
- 『大師のみてら東寺』東寺文化財保存会、1965年10月30日。NDLJP:2531709。(要登録)（非売品）
- 福沢一郎・芹沢長介・坪井清足『日本人の原像』平凡社、1966年1月22日。NDLJP:3025747。(要登録)
- 『私の花』（共著）講談社、1966年
- 毎日新聞社 編『薬師寺』毎日新聞社、1971年6月10日。NDLJP:12634828。(要登録)
- 『荻原守衛』筑摩書房、1971年
- 『文楽』駸々堂出版、1972年
- 『東大寺』平凡社、1973年
- 草柳大蔵『土門拳 日本名匠伝』駸々堂出版、1974年5月20日。NDLJP:12417035。(要登録)
- 『古窯遍歴』矢来書院、1974年10月30日。NDLJP:12653971。(要登録)
- 『私の美学』駸々堂出版、1975年
- 『骨董夜話』（共著）平凡社、1975年
- 『風景』矢来書院、1976年
- 『こどもたち』ニッコールクラブ、1976年（非売品）
- 『土門拳自選作品集』全三巻、世界文化社、1977～78年
- 『日本の美』伊藤ハム、1978年（非売品）
- 『現代彫刻』産経新聞社、1979年

### 編著での主な作品集
- 『土門拳 艶 日本の美 現代日本写真全集7』集英社、1980年
- 『土門拳　昭和写真・全仕事』朝日新聞社、1982年
- 『土門拳 古寺巡礼』美術出版社、1996年。大著
- 『土門拳　日本の写真家16』岩波書店、1998年。小著
- 『土門拳全集』全13巻、小学館、1983～85年
- 『土門拳の古寺巡礼』全7巻、小学館、1989～90年。普及版
- 『土門拳の昭和』全5巻、小学館、1995年。普及版
- 『古寺巡礼 愛蔵版』小学館、1998年。各・土門たみ監修
- 『風貌 愛蔵版』小学館、1999年
- 『昭和のこども 愛蔵版』小学館、2000年

### 随筆集・エッセイ集
- 『死ぬことと生きること』築地書館、1974年、普及版1982年ほか
  - 『死ぬことと生きること』星野博美解説、みすず書房、大人の本棚、2012年、新装版2019年。ISBN 978-4622088400
- 『続・死ぬことと生きること』築地書館、1974年、普及版1990年ほか。各・愛蔵限定版も刊
- 『写真作法』ダヴィッド社、1976年。ISBN 978-4804800783
- 勅使河原蒼風・亀倉雄策『三人三様』講談社、1977年1月20日。NDLJP:12417284。(要登録)
- 『写真批評』ダヴィッド社、1978年。ISBN 978-4804800790
- 『写真随筆』ダヴィッド社、1979年。ISBN 978-4804800806

### その他
- 日本経済新聞社 編『私の履歴書』《文化人 8》日本経済新聞社、1984年1月10日。ISBN 4-532-03078-1。NDLJP:12255677。(要登録)

## 没後に刊行された作品集

### 写真集（大型本）
- 『土門拳の伝えたかった日本』毎日新聞社、2000年、新版2011年 ISBN 9784620606569
- 『土門拳自選作品集 新装版』世界文化社、2009年 ISBN 9784418099047
- 『鬼の眼　土門拳の仕事』光村推古書院、2016年 ISBN 9784838105540

### 写文集（小型単行本）
- 『拳眼』世界文化社、2001年 ISBN 9784418015214
- 『拳心』世界文化社、2001年 ISBN 9784418015221
- 『拳魂』世界文化社、2002年 ISBN 9784418025091
- 『土門拳の早稲田1937』講談社、2009年 ISBN 9784062155007
- 『土門拳の昭和』クレヴィス、2010年、新版2022年、ISBN 9784909532749
- 『土門拳の古寺巡礼』クレヴィス、2011年、ISBN 9784904845134
- 『寺と仏像手帳』藤森武・堀内伸二監修、東京書籍、2018年、ISBN 9784487811939
- 『土門拳の室生寺』クレヴィス、2019年、ISBN 9784909532312
- 『土門拳の風貌』クレヴィス、2022年、ISBN 9784909532725
- 『土門拳のこどもたち』クレヴィス、2022年、ISBN 9784909532893

### 写文集（文庫・ムック）
- 『古寺を訪ねて 斑鳩から奈良へ』小学館文庫、2001年　ISBN 9784094114218
- 『古寺を訪ねて 奈良西ノ京から室生へ』小学館文庫、2001年　ISBN 9784094114225
- 『古寺を訪ねて 京・洛北から宇治へ』小学館文庫、2001年　ISBN 9784094114232
- 『古寺を訪ねて 東へ西へ』小学館文庫、2002年　ISBN 9784094114249
- 『腕白小僧がいた』小学館文庫、2002年　ISBN 9784094114256
- 『強く美しいもの 日本美探訪』小学館文庫、2003年　ISBN 9784094114263
- 『逆白波のひと・土門拳の生涯』 佐高信解説、小学館アートセレクション、2003年　ISBN 9784096070154
- 『土門拳1　古寺巡礼』 小学館アーカイヴスベスト・ライブラリー06、2006年　ISBN 9784091054067
- 『土門拳2　こどもたち』 小学館アーカイヴスベスト・ライブラリー13、2006年　ISBN 9784091054135
- 『土門拳3　風貌』 小学館アーカイヴスベスト・ライブラリー29、2006年　ISBN 9784091054296

### 随筆集
- 『写真と人生　土門拳エッセイ集』阿部博行編、岩波書店同時代ライブラリー、1997年
- 『風貌 私の美学　土門拳エッセイ集』酒井忠康編、講談社文芸文庫、2008年。ISBN 978-4062900119
- 『土門拳 写真論集』田沼武能編、ちくま学芸文庫、2016年。ISBN 978-4480097118

## 評伝
- 阿部博行『土門拳 生涯とその時代』法政大学出版局、1997年、新装版2007年
- 都築政昭『火柱の人 土門拳』近代文芸社、1998年
- 都築政昭『土門拳と室生寺』KKベストセラーズ新書、2001年
- 都築政昭『土門拳の写真撮影入門』近代文芸社、2004年
  - 新版『土門拳の写真撮影入門』ポプラ社・ポプラ新書、2017年
- 三島靖『木村伊兵衛と土門拳 写真とその生涯』平凡社ライブラリー、2004年
- 岡井耀毅『土門拳の格闘 リアリズム写真から古寺巡礼への道』成甲書房、2005年
- 倉田耕一『土門拳が封印した写真　鬼才と予科練生の知られざる交流』新人物往来社、2010年
- 八木下弘『土門拳を撮る』築地書館、1982年 - 以下は弟子の回想
- 藤森武・写真『土門拳 骨董の美学』平凡社コロナ・ブックス、1999年
- 藤森武監修『土門拳 鬼が撮った日本』平凡社 別冊太陽スペシャル、2009年
- 牛尾喜道・藤森武『我が師、おやじ・土門拳』朝日新聞出版、2016年

### 伝記漫画
- 高橋美緒、ふるさと偉人マンガ「土門拳」製作活用検討委員会 監修『リアリズム写真の巨匠 鬼の眼 土門拳』山形県酒田市、2024年3月。[29][30]

## 土門拳が写したもの

### 人物（著名人）

#### あ行
会津八一、朝倉響子、朝倉文夫、安部公房、阿部次郎、安倍能成、天野貞祐、新珠三千代、有馬稲子、井口基成、池田成彬、池部良、イサム・ノグチ、九代目市川海老蔵、六代目市川染五郎 井伏鱒二、今井正、岩下志麻、上村松園、宇垣一成、梅原龍三郎、円地文子、大江健三郎、大山郁夫、岡田茉莉子、岡本太郎、小椋久太郎、尾崎行雄、六代目尾上菊五郎、二代目尾上松緑、小原豊雲

#### か行
加賀まりこ、勝沼精蔵、鏑木清方、亀倉雄策、鴨居羊子、川合玉堂、川端康成、北大路魯山人、十四世喜多六平太、喜多村録郎、黒田辰秋、桑野みゆき、幸田露伴、木暮実千代、近衛秀麿、小林古径、小林秀雄、五代目古今亭志ん生

#### さ行
斎藤秀雄、斎藤茂吉、榊原仟、坂田栄男、坂田昌一、坂本繁二郎、佐久間良子、桜間弓川、佐々木隆興、笹森礼子、椎名麟三、ジェラール・フィリップ、志賀潔、志賀直哉、二代目實川延若、島崎藤村、新村出、末川博、杉村春子、鈴木大拙、諏訪根自子、十五代千宗室

#### た行
高木貞治、高田美和、高浜虚子、高見順、高峰秀子、高村光太郎、滝沢修、武田麟太郎、武原はん、武谷三男、辰野隆、田中館愛橘、谷崎潤一郎、谷桃子、田村秋子、田村憲造、丹下健三、司葉子、鶴澤清六、勅使河原蒼風、徳田秋声、土井晩翠、富本憲吉、豊竹山城少掾、豊福知徳

#### な行
永井荷風、中里恒子、中野重治、六代目中村歌右衛門、初代中村吉右衛門、三代目中村梅玉、仁科芳雄、野上弥生子、野口兼資、野口米次郎、六世野村万蔵

#### は行
長谷川如是閑、濱田庄司、浜美枝、林武、広津和郎、藤田嗣治、藤原銀次郎、林春雄、福田平八郎、藤村志保、藤原あき、藤由紀子、星由里子

#### ま行

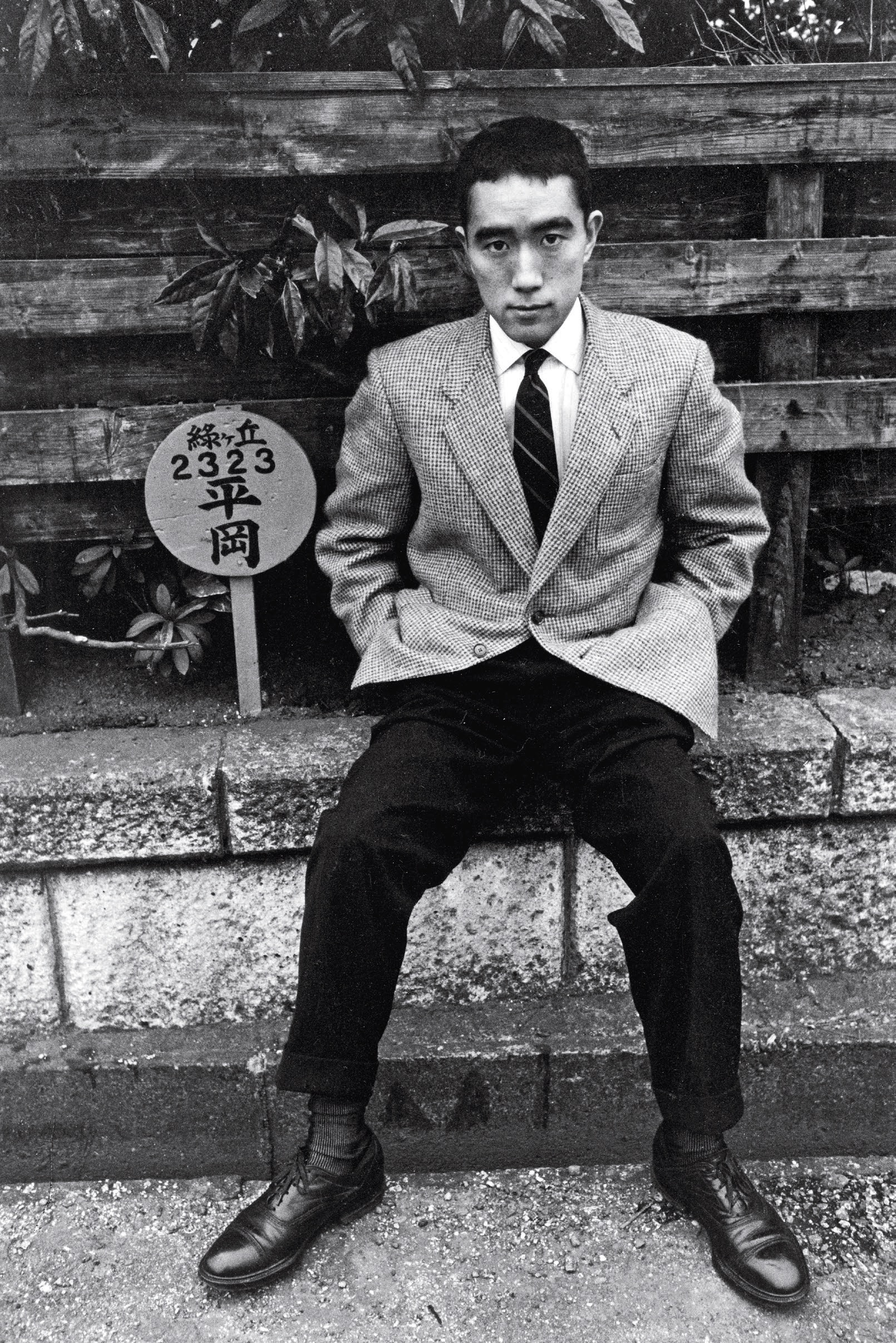
三島由紀夫（1955年、土門拳撮影）

牧野富太郎、正宗白鳥、真杉静枝、升田幸三、松本治一郎、松永安左エ門、マルセル・マルソー、三上孝子、三島由紀夫、初代水谷八重子、三田佳子、水戸光子、宮城まり子、宮本百合子、棟方志功

#### や行
安井曾太郎、安田靫彦、山口淑子、山田耕筰、山田抄太郎、湯川秀樹、柳田國男、吉田一穂、吉田栄三、吉田健一、吉田文五郎、吉永小百合、山根敏子

#### ら行
レオニード・クロイツァー

#### わ行
若尾文子、和辻哲郎

### 寺院・仏像
- ばさら太師
- 室生寺

### 風景
- 屋久島